# Hărmăneasa, Iași
Hărmăneasa este un sat în comuna Heleșteni din județul Iași, Moldova, România.